# Immanuel Nobel

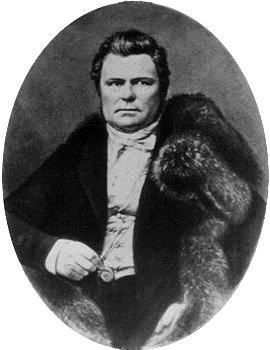
Immanuel Nobel

Immanuel Nobel, o jovem, (Gävle, 24 de março de 1801 — Heleneborg, 3 de setembro de 1872) foi um engenheiro, arquiteto, industrial e inventor sueco.
Membro da família Nobel e pai de Robert Nobel, Ludvig Nobel e do conhecido químico sueco Alfred Nobel, era bisneto do eminente cientista Olof Rudbeck. 
Inventou as minas navais, que foram muito úteis à Rússia durante a Guerra da Crimeia (1853-1856). 
Em 1838, Immanuel Nobel muda-se com a família para São Petersburgo, na Rússia, onde recebe o apoio do czar Nicolau I após uma demonstração com minas navais que havia desenvolvido. Funda então a Fonderies et Ateliers Mécaniques Nobel Fils, uma fábrica que fornecia material de guerra ao Império Russo. Como resultado de uma grande mudança na política russa com o falecimento de Nicolau I, em 1855, e com o fim da Guerra da Crimeia, em 1856, a fábrica começou a enfrentar sérias dificuldades financeiras e, em 1859, sua direção foi confiada pelos credores de Immanuel, a seu filho Ludvig. Immanuel retornou à Suécia e em 1862 a Nobel et Fils foi finalmente vendida pelos credores. 
Immanuel Nobel inventou máquinas para uso industrial e um sistema de aquecimento central à base de água quente e radiadores. Foi também o inventor do compensado moderno. 
Após seu regresso à Suécia, começou a trabalhar com os filhos Emil e Alfred Nobel, em experimentos com nitroglicerina. No dia 3 de Setembro de 1864, uma explosão matou o filho Emil e mais algumas pessoas. Immanuel Nobel teve um ataque cardíaco do qual nunca recuperou totalmente. Alfred continuou desenvolvendo os experimentos com nitroglicerina, até obter seu grande êxito com a invenção da dinamite. 
Immanuel faleceu em 1872, ainda a tempo de contemplar o sucesso obtido pelos filhos Alfred e Ludvig, que se tornou um dos homens mais ricos e poderosos da Rússia, proprietário da maior companhia de petróleo russa entre o final do século XIX e o início do século XX.